# Mandevilla leptophylla
Mandevilla leptophylla är en oleanderväxtart som först beskrevs av A. Dc., och fick sitt nu gällande namn av Karl Moritz Schumann. Mandevilla leptophylla ingår i släktet Mandevilla och familjen oleanderväxter. Inga underarter finns listade i Catalogue of Life.